# Paul Rémond

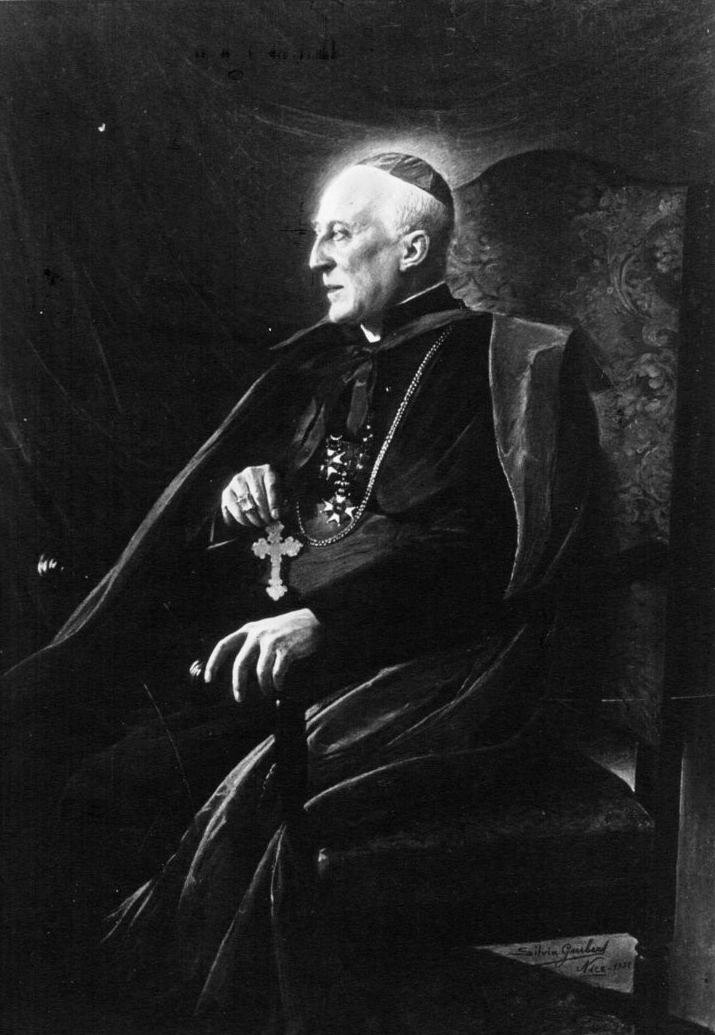
Paul Rémond

Jules-Narcisse-Paul Rémond (* 24. September 1873 in Salins-les-Bains; † 24. April 1963 in Nizza) war ein französischer römisch-katholischer Geistlicher, Bischof und Erzbischof.

## Leben und Werk

### Herkunft
Jules-Narcisse-Paul Rémond, Onkel des Historikers und Politologen René Rémond, wuchs als ältestes von 7 Kindern einer Juristenfamilie im Département Jura auf, zuerst in Salins-les-Bains, ab 1880 in Besançon. Die Familie hatte in der Vergangenheit zahlreiche Geistliche aufzuweisen, darunter einen seligen Märtyrer der Revolution (André Angar, 1759–1792). Rémonds Mutter war eine Verwandte von Louis Pasteur.

### Priester
Rémond studierte Lettres in Besançon, schloss 1894 mit der Licence ab, fügte ein Jahr Deutschstudium an der Albert-Ludwigs-Universität Freiburg an und machte Militärdienst in der Infanterie, die er als Reserveleutnant verließ. 1895 trat er in das französische Priesterseminar in Rom ein, erwarb dort 1899 den theologischen Doktorgrad und wurde am 30. Juli des gleichen Jahres in Besançon zum Priester geweiht. Von 1900 bis 1906 war er Kaplan in Belfort, dann Schulgeistlicher des Victor-Hugo-Gymnasiums in Besançon. Er machte sich einen Namen als brillanter Intellektueller und erfolgreicher Prediger und wurde 1914 zum Domkapitular ernannt.

### Offizier im Weltkrieg. Militärbischof in Deutschland
Während des gesamten Ersten Weltkriegs tat Rémond Kriegsdienst, zuerst als Infanteriehauptmann, dann im Rang eines Majors. Durch seine Tapferkeit erwarb er sich zahlreiche Auszeichnungen sowie die Mitgliedschaft in der Ehrenlegion. Am 9. April 1921 ernannte Papst Benedikt XV. ihn zum Titularbischof von Clysma und am 29. Mai 1921 weihte Louis Humbrecht, Erzbischof von Besançon, ihn zum Bischof. Mitkonsekratoren waren Gabriel-Roch de Llobet, Bischof von Gap, und Florent-Michel-Marie-Joseph du Bois de la Villerabel, Weihbischof in Tours. Von 1921 bis 1929 war er Militärbischof der Rheinarmee (Armée française du Rhin) im besetzten Rheinland, mit Sitz in Mainz und einem Tätigkeitsbereich, der bis zum Ruhrgebiet reichte. Er unterhielt gute Beziehungen zu den Bischöfen von Mainz, Trier, Limburg, Köln und Münster, sowie zu Nuntius Pacelli, dem späteren Papst Pius XII. Da er auch für den Libanon und Syrien zuständig war, machte er 1927 eine Reise dorthin. Als Pius XI. Ende 1926 die rechtsextreme Action française unter Charles Maurras verurteilte, die in der Armee zahlreiche Anhänger hatte, stellte sich Rémond entschieden hinter den Papst und veröffentlichte zu seiner Verteidigung 1928 das Buch L’Heure d’obéir (Die Stunde des Gehorsams).

### Bischof von Nizza
1930 wurde Rémond zum Bischof von Nizza ernannt. Er entfaltete 33 Jahre lang und immer in gutem Einvernehmen mit den Behörden, namentlich mit dem befreundeten Bürgermeister Jean Médecin, eine intensive und überwiegend segensreiche Aktivität. Einer der geplanten Höhepunkte, der für September 1940 in Nizza vorgesehene 35. Eucharistische Weltkongress, fiel kriegsbedingt im letzten Moment aus (und konnte erst 1952 in Barcelona stattfinden). In Radioansprachen nannte Rémond 1939 Deutschland „die Sünde der Welt“ und 1940 Hitler und Stalin „zwei Gangster“. Speziell Hitler schien ihm vom Teufel besessen (possédé du démon).

### Zwischen Vichy und Widerstand
In der Zeit des Vichy-Regimes verhielt er sich offiziell loyal, ließ sich von Pétain in dessen Villa nach Villeneuve-Loubet einladen, äußerte sich nicht öffentlich zur Judenverfolgung und wies 1941 den gaullistischen Dominikaner Raymond Léopold Bruckberger (1907–1998) aus dem Bistum aus. Die letzte öffentliche Verneigung vor dem Regime datiert vom 22. September 1942. Ab der Besetzung von Nizza durch die Italiener im November 1942 und durch die Deutschen im September 1943 unterstützte er aktiv den Kreis um Moussa Abadi (1907–1997) und Odette Rosenstock (1914–1999), mit dessen Hilfe die Rettung von 500 jüdischen Kindern gelang. Dafür wurde er 1991 in die Liste der Gerechten unter den Völkern aus Frankreich eingetragen. Im November 1943 stellte er sich mit dem Prestige seiner Popularität schützend vor seinen Résistance-Priester Alfred Daumas (1910–1997) und erreichte dessen Freilassung. Den Kollaborateuren wurde er hinreichend zur Feindfigur, um im Moment der Befreiung als Gaullist gelten und sich vom Volk triumphal feiern lassen zu können. Pius XII. ernannte ihn 1946 zum päpstlichen Thronassistenten und am 23. Januar 1950 zum Erzbischof ad personam, nicht jedoch zum Kardinal. 1951 rückte er in der Ehrenlegion zum Komtur auf, womit er unter den französischen Bischöfen allein stand.

### Weiteres Wirken und Tod
Auch nach dem Zweiten Weltkrieg zeigte sich Rémond republikanisch, patriotisch, volksnah, kapitalismuskritisch, kommunismuskritisch und sozial. Sein Versuch, eine katholische Tageszeitung (La Liberté) zu etablieren, scheiterte 1947 nach zwei Jahren des Erscheinens. Die Bewegung der Arbeiterpriester förderte er anfänglich, verbot sie aber 1951. 1960 traf er in Nizza mit Staatspräsident De Gaulle zusammen, den er seit 1958 unterstützte und der ihn schätzte. Er starb 1963 hochangesehen im Alter von 89 Jahren und wurde in der Kathedrale Sainte-Réparate beigesetzt, wo eine Tafel an ihn erinnert. In Nizza ist der Boulevard Paul Rémond nach ihm benannt. Sein Wahlspruch lautete: Sicut bonus miles Christi (Ein guter Soldat Gottes sein).

## Werke
- Historique du 54e Régiment territorial d’infanterie pendant la guerre 1914–1918. Berger-Levrault, Nancy 1920.
- Mandement et lettre pastorale de Monseigneur Paul Rémond, évêque de Clisma, aumônier inspecteur de l’armée du Rhin, au clergé et aux fidèles de l’aumônerie militaire pour le saint temps de carême 1922 (Bulletin religieux des catholiques français dans les provinces rhénanes 1. Supplement).
- Ce qu‘il faut répondre aux objections de l’Action française. Conseils d’un évêque à des prêtres. Paris 1927.
- L’heure d’obéir. Réponse aux difficultés d’Action française. Paris 1928.